# Egzon Binaku
Egzon Binaku, född 27 augusti 1995, är en svensk-albansk fotbollsspelare (försvarare). Han är en omskolad vänsterytter som blivit ytterback och kan spela både till höger och till vänster. På klubblagsnivå representerar Binaku IF Viken i division III, och på landslagsnivå har han representerat Albaniens herrlandslag.

## Klubbkarriär
Binaku började sin karriär i moderklubben IFK Åmål, som han representerade på A-lagsnivå i Division 3 och Division 2. I februari 2014 lånades Binaku ut till BK Häckens U-trupp, vilket efter goda resultat i både U19 och U21 gav ett A-lagskontrakt i augusti samma år. Han debuterade även i Allsvenskan 4 maj 2015 mot Halmstads BK och gjorde dessutom sitt första allsvenska mål matchen därpå mot Malmö FF.
I december 2017 blev det offentligt att han skrivit ett fyraårskontrakt med Malmö FF, där han kom att tillbringa de nästkommande två säsongerna. Den 29 mars 2019 värvades Binaku av IFK Norrköping. I IFK Norrköping fick Binaku knappt med speltid, och den 15 november 2022 offentliggjordes att Binaku skulle lämna IFK Norrköping när kontraktet löpte ut vid säsongens slut. Binaku spelade totalt 26 allsvenska matcher för IFK Norrköping.
Den 22 december 2022 presenterades Binaku som nyförvärv av den nyblivna Superettanklubben Gais. Han hade under säsongen en hel del skadeproblem, men fick ändå tämligen mycket speltid i Gais i Superettan 2023, då han spelade 18 matcher varav 12 från start. I ett derby mot Örgryte IS i Svenska cupen i februari 2024 råkade han ut för en ny svår skada, och han var därefter borta från spel ända till november, då han blev inbytt i Gais två sista matcher för säsongen. Efter säsongen 2024 lämnade Binaku Gais, då hans utgående kontrakt inte förnyades. I mars 2025 stod det klart att han återvände till Dalsland och IF Viken i division III.

## Landslagskarriär
Binaku blev för första gången uttagen till U-landslaget hösten 2014 och debuterade då för Sverige U20 mot Finland U20.
Den 21 maj 2018 blev Binaku för första gången uttagen i Albaniens landslag till träningsmatcherna mot Kosovo och Ukraina. Han tvingades dock tacka nej på grund av skadebekymmer. Den 7 september 2018 debuterade Binaku i en 1–0-vinst över Israel i Nations League.

## Karriärstatistik
| Klubb               | Säsong             | Liga                           | Liga    | Liga | Svenska cupen | Svenska cupen | Internationell cup | Internationell cup | Totalt  | Totalt |
| Klubb               | Säsong             | Division                       | Matcher | Mål  | Matcher       | Mål           | Matcher            | Mål                | Matcher | Mål    |
| ------------------- | ------------------ | ------------------------------ | ------- | ---- | ------------- | ------------- | ------------------ | ------------------ | ------- | ------ |
| IFK Åmål            | 2011               | Division 3 Nordvästra Götaland | 5       | 0    | 0             | 0             | —                  | —                  | 5       | 0      |
| IFK Åmål            | 2012               | Division 3 Nordvästra Götaland | 15      | 0    | 0             | 0             | —                  | —                  | 15      | 0      |
| IFK Åmål            | 2013               | Division 2 Norra Götaland      | 22      | 2    | 0             | 0             | —                  | —                  | 22      | 2      |
| IFK Åmål            | Totalt             | Totalt                         | 42      | 2    | 0             | 0             | —                  | —                  | 42      | 2      |
| BK Häcken           | 2015               | Allsvenskan                    | 11      | 1    | 1             | 0             | —                  | —                  | 12      | 1      |
| BK Häcken           | 2016               | Allsvenskan                    | 10      | 0    | 1             | 0             | 1                  | 0                  | 12      | 0      |
| BK Häcken           | 2017               | Allsvenskan                    | 22      | 0    | 2             | 0             | —                  | —                  | 24      | 0      |
| BK Häcken           | Totalt             | Totalt                         | 43      | 1    | 4             | 0             | 1                  | 0                  | 48      | 1      |
| Ljungskile SK (lån) | 2016               | Superettan                     | 2       | 0    | 1             | 0             | —                  | —                  | 3       | 0      |
| Malmö FF            | 2018               | Allsvenskan                    | 18      | 0    | 4             | 0             | 2                  | 0                  | 24      | 0      |
| Malmö FF            | 2019               | Allsvenskan                    | 0       | 0    | 1             | 0             | 0                  | 0                  | 1       | 0      |
| Malmö FF            | Totalt             | Totalt                         | 18      | 0    | 5             | 0             | 2                  | 0                  | 25      | 0      |
| IFK Norrköping      | 2019               | Allsvenskan                    | 6       | 0    | 1             | 0             | 3                  | 0                  | 10      | 0      |
| IFK Norrköping      | 2020               | Allsvenskan                    | 8       | 0    | 2             | 0             | —                  | —                  | 10      | 0      |
| IFK Norrköping      | 2021               | Allsvenskan                    | 1       | 0    | 1             | 0             | —                  | —                  | 2       | 0      |
| IFK Norrköping      | 2022               | Allsvenskan                    | 11      | 0    | 1             | 0             | —                  | —                  | 12      | 0      |
| IFK Norrköping      | Totalt             | Totalt                         | 26      | 0    | 5             | 0             | 3                  | 0                  | 34      | 0      |
| Gais                | 2023               | Superettan                     | 18      | 0    | 3             | 0             | —                  | —                  | 21      | 0      |
| Gais                | 2024               | Allsvenskan                    | 2       | 0    | 0             | 0             | —                  | —                  | 2       | 0      |
| Gais                | Totalt             | Totalt                         | 20      | 0    | 3             | 0             | 3                  | 0                  | 23      | 0      |
| Totalt i karriären  | Totalt i karriären | Totalt i karriären             | 149     | 3    | 18            | 0             | 6                  | 0                  | 175     | 3      |

1. ↑  En match i Europa League 2016/2017.
2. ↑  En match i Champions League 2018/2019, en match i Europa League 2018/2019.